# Édouard Bolgert
Édouard Bolgert (Bouxwiller, 3 juin 1851 – Paris 15e, 22 juin 1931), est un officier général français.

## Biographie
Né à Bouxwiller dans le Bas-Rhin, il est le fils d'un cordier, Jacques Bolgert et de Catherine Reiss.
Édouard Bolgert intègre l'École spéciale militaire de Saint-Cyr en 1869 (promotion du 14 août 1870).
En 1870, il en sort 121e sur 270 élèves et intègre le 81e régiment d'infanterie de ligne (RI) en qualité de sous-lieutenant.
En août 1870, avec son régiment, il participe aux combats de la guerre franco-allemande de 1870.
Le 1er septembre 1870, à l'issue de la bataille de Sedan, il est fait prisonnier de guerre et, est interné à la forteresse de Magdebourg.
Il est libéré le 11 avril 1871 et réintègre le 81e RI.
À la suite du traité de Francfort de 1871, il opte pour conserver la nationalité française, le 14 juin 1872.
De décembre 1876 à juillet 1880, il est professeur adjoint à l'École spéciale militaire, détaché du 123e RI.
Capitaine en 1880, il intègre l'École de guerre.
Il sort 53e sur 68 de sa promotion de l'école militaire, le 9 novembre 1882.

### Expédition du Tonkin
Capitaine breveté d'état-major, il rejoint la Légion étrangère le 12 octobre 1883.
Il est engagé en Indochine et participe à l'expédition du Tonkin, notamment au cours de la campagne de Bac Ninh, le 12 mars 1884.
Le 1er janvier 1885, le capitaine Bolgert est affecté au 1er régiment étranger.
Sa compagnie est engagée lors de la prise de Lang Son, le 13 février 1885.
Son action est distinguée par deux citations à l'ordre du corps expéditionnaire du Tonkin :

« Brillante conduite à l'attaque du village de Kéroï où sa compagnie se trouvait opposée à des forces nombreuses d'infanterie et d'artillerie. »

— Ordre général no 46

« A repoussé à la baïonnette à la tête de sa compagnie avec le plus grand entrain une brusque irruption des troupes chinoises, essayant de tourner la droite de notre ligne. »

— Ordre général no 163
Après son retour d'Indochine le 6 août 1886, il intègre le 27e RI, le 28 octobre 1886.
Le capitaine Bolgert est promu chef de bataillon au 134e RI, le 1er octobre 1887.
Il se marie le 19 novembre 1888 avec Louise Emma Schmidt.
De cette union naissent deux fils.
Le 14 janvier 1892, il est muté au 42e RI à Belfort.
Le 23 mars 1895, il devient lieutenant-colonel au 153e RI, puis, la même année, au 151e RI.
Il est promu colonel le 23 août 1899 est prend le commandement du 1er régiment d'infanterie de ligne à Cambrai, avant de prendre le commandement du 44e RI à Lons-le-Saunier le 20 octobre suivant.

### Officier général
Promu général de brigade le 1er octobre 1902, il prend le commandement de la brigade de cavalerie du 1er corps d'armée à Lille.
Le 27 février 1904, le général Bolgert est nommé au commandement de la 13e brigade d'infanterie à Paris en remplacement du général Castex.
Il est promu général de division le 22 décembre 1906 et prend le commandement de la 10e division d'infanterie (DI).
En 1913, il devient l'adjoint du gouverneur militaire de Paris, le général Michel.

### Première Guerre mondiale
Le 2 août 1914, le général Bolgert est mobilisé à l'état-major du gouverneur militaire de Paris afin d'organiser le camp retranché de Paris.
Le 27 août 1914, le général Gallieni est nommé gouverneur militaire de Paris.
Bolgert, qui commande la place, est remplacé par le général Groth le 29 août 1914.
Il est affecté, à sa demande, sur le front des Vosges, dans les combats en Haute-Alsace.
Le 13 septembre 1914, il succède au général Bataille - tué au col du Bonhomme le 8 septembre - à la tête de la 41e division d'infanterie.
Toujours au sein du groupement des Vosges, il prend le commandement de la 58e division d'infanterie de réserve le 19 septembre 1914.
À partir du 9 octobre 1914, il organise le mouvement de sa division vers l'Artois, à Avesnes-le-Comte, puis, à partir du 13 octobre, vers Nœux-les-Mines.
Chevalier de la Légion d’honneur depuis 1884, il est élevé à la dignité de grand officier de l'ordre le 10 avril 1915 avec la citation suivante :

« Type du vieux soldat, d'une vigueur inlassable, d'une énergie et d'une bravoure à toute épreuve ; grâce à son expérience et à son activité, a fait d'une division de réserve, dont les débuts avaient été malheureux, une unité solide qui a mérité une citation à l'ordre de l'armée. »

À partir du 9 mai 1915, la 58e DI est engagée dans le secteur de Vermelles pour la 2e bataille de l'Artois.
Le 21 août 1915, le généralissime Joffre relève de son commandement Bolgert, âgé de plus de 64 ans, dans le contexte du rajeunissement des cadres.
Il est remplacé à la tête de la division par le général Niessel.
Sur ordre, Bolgert adresse à Millerand, ministre de la Guerre, une demande de passage dans la réserve.
En 1917, il est rayé des cadres.
Après l'armistice de 1918, il revient à Bouxwiller, sa ville natale redevenue française.
Édouard Bolgert meurt à son domicile du 15e arrondissement de Paris le 22 juin 1931 .

## Décorations

### Décorations françaises
Grand officier de la Légion d'honneur (arrêté du 10 avril 1915)

 Médaille commémorative de la guerre 1870–1871

 Médaille commémorative de l'expédition du Tonkin (1885)

 Médaille commémorative de la guerre 1914–1918 (1920)

### Décorations étrangères
Chevalier de l'ordre royal du Cambodge (1885).

 Officier du Dragon de l'Annam